# 王孫杰
王孫杰（英語：Steve Wang），台灣裔美國男特效師、化妝師、製片人、導演及編劇。參與過多部知名電影的幕後生物設計，如《除魔特攻隊》（1987年）、《勇闯青蛙城》（1988年）、《小精靈2》（1990年）、《決戰異世界：進化時代》（2006年）和《異形戰場：適者生存》（2007年）；他也擔任導演和編劇工作，包括電影《強殖裝甲》（1991年）、《强殖装甲：暗黑英雄》（1994年）、電視劇《金剛戰士：銀河戰隊》（1999年）與《假面騎士龍騎》（2009年）。

## 生平
王孫杰出生於台灣。受到哥哥的影響，富有繪畫天賦的王孫杰4歲起開始畫畫。9歲住在台灣時，看見一張在泰國製作的超人力霸王電影（《猴王大戰七超人》）海報並到戲院將電影看了三遍；當時官方的一場活動中讓王孫杰接觸了立體超人力霸王塑膠面具。王孫杰1975年萬聖節前後搬到美國，並因當地玩具店中的橡膠面具而震驚，自此起開始收集面具。大約四年後，倍感興趣的他到圖書館查閱戲劇化妝和面具的書籍，然後看怪物電影、閱讀怪物雜誌，同時得知業界知名化妝師史丹·溫斯頓和里克·貝克的存在。王孫杰開始著手用黏土雕刻和自學。這份興趣整整佔據了上高中前的夏天，讓母親感到困惑，但之後在母親的幫助下製作了王孫杰的第一件全身怪物套裝。
王孫杰花了五年的時間自學雕刻和基本的模具製作。1985年，進入陶比·胡柏電影《火星大接觸》（1986年）的生物特效劇組，與史丹·溫斯頓首度共事，成為王孫杰參與的第一部好萊塢電影。一年後被里克·貝克的劇組聘為雕塑家，陸續加入《大腳哈利》（1987年）和《終極戰士》（1987年）的工作行列。他因《終極戰士》製作問題而一度退出，直到年僅20歲的他和朋友憑《除魔特攻隊》（1987年）的怪物皮套而受到溫斯頓賞識，而被對方邀請來合作設計和製作終極戰士的皮套。
與谷讓治合作執導同名日本漫畫改編電影《強殖裝甲》（1991年）後，王孫杰獲得機會獨自執導1994年的續集《強殖裝甲：暗黑英雄》。王孫杰表示，續集中的卡巴獸化兵（Guyver-Zoanoid）是他最喜歡的皮套設計。
王孫杰在1997年執導了動作片《轟雷任務》，由馬克·德可斯可和卡迪·哈德森主演，口碑正面。1999年他執導了電視劇《金剛戰士：銀河戰隊》。2008年與哥哥受聘擔任日本特攝電視劇《假面騎士龍騎》美國版本的《假面騎士龍騎》主創和製片人。
除了電影外，王孫杰也從2004年起與遊戲公司暴雪娛樂合作，設計了許多電子遊戲角色雕像；如2012年設計了阿薩斯和莎拉·凱莉根的雕像，凱莉根被放置在法國凡爾賽的暴雪娛樂辦公室。他還為拳头游戏設計了《英雄联盟》角色泰達米爾（Tryndamere）和雷茲（Ryze）的雕像。

## 外部連結
- 王孫杰在互联网电影资料库（IMDb）上的資料（英文）
- SciFi Japan - Kamen Rider Dragon Knight （页面存档备份，存于）
- Latex Mask Central - FX Work （页面存档备份，存于）
- NERDSociety - Interview with Steve Wang （页面存档备份，存于）